# Edmilson Alves
Edmilson Alves (geboren am 17. Februar 1976 in Brasilien) ist ein brasilianischer Fußballspieler. 

## Karriere
Von 1998 bis 1999 bei EC União Suzano, 2000 Nacional FC (AM), 2001 die Vereine Londrina EC und Ubiratan und 2002 Fortaleza EC. In der Saison 2002/03 unterzeichnete er einen Vertrag beim Verein Ulsan Hyundai FC, bei welchem er seine ersten Ligaspiele absolvierte. Während der Saison 2002/03 nahm er an 41 Ligaspielen teil und schoss vier Tore. Nach der Saison wechselte er zum Verein Ōita Trinita, bei welchem er für eine Spielzeit unter Vertrag stand. Während des Jahres absolvierte er fünf torlose Partien. Nach der Spielzeit wechselte er zum Verein Fortaleza EC, bei welchem er bereits 2002 unter Vertrag stand, absolvierte er vier torlose Ligaspiele. 2005 unterzeichnete er einen Vertrag beim Verein Londrina EC, bei welchem er an 20 Ligaspielen teilnahm und zwei Tore schoss.
2005 wechselte er zum Verein Ōita Trinita, bei welchem er einen zweijährigen Vertrag hatte. In seinem ersten Jahr bestritt er 16 Ligaspiele und schoss ein Tor. In seinem zweiten und letzten Jahr beim japanischen Verein absolvierte er 30 Ligaspiele und beförderte drei Pässe ins Tor. Jeweils an zwei torlosen Spielen des Kaiserpokals nahm er in beiden teil und im letzten absolvierte er acht torlosen Spielen des J. League Cups. Während des Jahres 2007 stand er für die Vereine Londrina EC und Ceará SC unter Vertrag, beim zweiten absolvierte er sieben torlose Ligaspiele. 2008 nahm er beim japanischen Verein Ōita Trinita an 16 Ligaspielen teil und schoss ein Tor. 33 Ligaspiele absolvierte er beim Verein  im Jahre 2009, wobei viermal ins Tor traf. In seinem letzten Jahr beim Verein absolvierte er 27 Ligaspiele und erzielte zwei Tore. In den Jahren 2008 und 2010 nahm et zusätzlich an Spielen des Kaiserpokals teil und bestritt im ersten Jahr zwei torlose und im letzten Jahr ein torloses Ligaspiel. Beim J. League Cup beteiligte er sich in den Jahren 2009 und 2010 insgesamt zehn Ligaspiele und schoss drei Tore.